# ایزوتیواورونیم

یک نمونه ترکیب ایزوتیواورونیم

در شیمی آلی، ایزوتیواورونیم یک گروه عاملی با فرمول [RSC(NH2)2]+ است (R = گروه آلکیل، آریل) این مواد نمک اسیدی تیواوره محسوب می شوند. همچنین H که در مرکز قرار دارد را می‌توان با آلکیل و آریل جایگزین کرد. از دیدگاه ساختاری این کاتیون‌ها، کاتیون‌های گوانیدین را یادآوری می‌کنند. هستهٔ CN2S صفحه‌ای است و پیوندهای C-N کوتاه‌اند.

## ساخت
نمک‌هایی که چنین ترکیباتی را ممکن می‌کنند معمولاً از راه آلکیل‌دار کردن تیواوره بدست می‌آیند:
SC(NH2)2 + RX → [RSC(NH2)2]+X−

## واکنش‌ها
از آبکافت نمک‌های ایزوتیواورونیم، تیول نتیجه می‌شود:
[RSC(NH2)2]+X− + NaOH → RSH + OC(NH2)2 + NaX
نمک‌های ایزوتیواورونیم که در آنها گوگرد، آلکیل‌دار شده‌اند مانند اس-متیل-ایزوتیواوره همی سولفات، آمین‌ها را به گروه‌های گوانیدین تبدیل می‌کند. گاهی به این رویکرد سنتز راثکه می‌گویند. این نامگذاری از روی نام برنارد راثکه که نخستین بار در سال ۱۸۸۱ چنین مطلبی را گزارش کرد انتخاب شده است.
RNH2 + [MeSC(NH2)2]+X− → RNC(NH2)2]+X− + MeSH